# John C. Bowers
John C. Bowers (Filadelfia, 9 febbraio 1811 – Filadelfia, 5 ottobre 1873) è stato un imprenditore, organista e religioso statunitense afroamericano, sacrestano della St. Thomas African Episcopal Church e membro fondatore del primo Grand United Order of Odd Fellows per afroamericani in Pennsylvania. Fu attivo nel movimento antischiavista di Filadelfia e impegnato nella fondazione di diverse organizzazioni, tra cui la Pennsylvania Anti-Slavery Society. Fervente abolizionista e schietto oppositore della colonizzazione, era molto richiesto come oratore pubblico.

## Primi anni e carriera

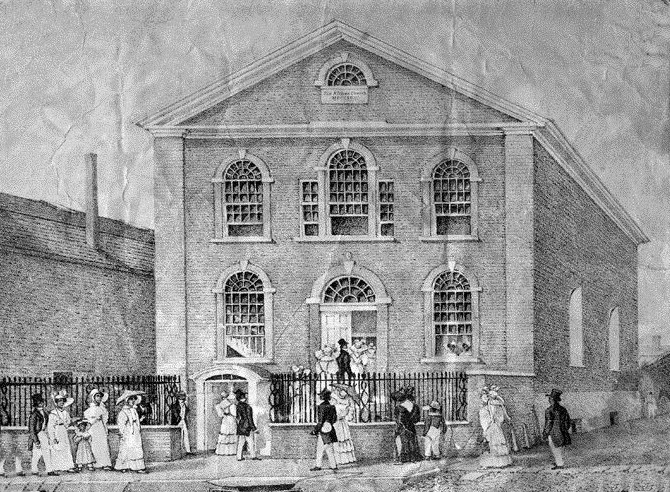
Bowers fu organista presso la chiesa episcopale africana di St. Thomas

John C. Bowers nacque a Filadelfia, in Pennsylvania, da John e Henrietta Bowers. Suo padre, John C. Bowers Sr. (1773-1844), era un commerciante di abbigliamento di seconda mano, un sagrestano e un amministratore scolastico della St. Thomas African Episcopal Church e uno dei fondatori della Pennsylvania Anti-Slavery Society.
Anche il giovane Bowers fu membro della St. Thomas African Episcopal Church, dove divenne organista. Due dei suoi fratelli intrapresero la carriera di cantanti. Bowers istruì suo fratello, Thomas Bowers, nel pianoforte e nell'organo; alla fine il fratello intraprese una formazione vocale con la famosa concertista afroamericana Elizabeth Taylor Greenfield, e iniziò una carriera da solista come tenore da concerto. La sorella Sarah Sedgwick Bowers studiò come soprano da concerto e fece una tournée professionale nel 1856.
John C. Bowers si formò come sarto e divenne proprietario di un negozio di abbigliamento al numero 71 di South Second Street, a Filadelfia. Martin Delany lo descrive come il proprietario di una "sartoria professionale alla moda" insieme al fratello Thomas, che si occupava di gentiluomini e uomini d'affari dell'alta società di Filadelfia, mentre Henry M. Minton lo descrive come "il più importante" dei 15 sarti della città.

## Attività comunitaria
Bowers fu membro di diverse società letterarie. Fu uno dei firmatari della costituzione della Filadelfia Library Company of Colored Persons, istituita il 1º gennaio 1833. L'obiettivo della società era "la raccolta di una biblioteca di opere utili di ogni tipo, a beneficio dei suoi membri, che avrebbero potuto applicarsi con successo, senza alcun costo rispetto alla media, per ottenere quel bene mentale che non potevano ottenere facilmente altrove". Con una quota di iscrizione di 1 dollaro, agli afroamericani di tutte le classi fu offerta l'opportunità di istruirsi ulteriormente. I membri della biblioteca avevano adottato un sistema di letture organizzate e dibattiti settimanali che permettevano ai membri di esercitarsi nell'elocuzione e nel parlare in pubblico. Nonostante il nome, la Library Company era un'istituzione maschile. Bowers sostenne anche l'istruzione delle donne, scrivendo al Liberator nel 1834 per elogiare i gruppi letterari femminili. Si impegnò nella creazione del Gilbert Lyceum, istituito il 31 gennaio 1841, che permetteva a donne e uomini di lavorare insieme in ambito letterario e scientifico. Nel 1841 divenne segretario del settimanale The Colored American.
Come membro della Library Association di Filadelfia, fu delegato al primo incontro della American Moral Reform Society nel 1837, dove tenne un discorso sulla temperanza. Il programma della società comprendeva “Educazione, temperanza, economia e libertà universale”. Bowers fu anche membro dell'Associazione per il miglioramento morale e mentale.
Quando la Convenzione costituzionale della Pennsylvania del 1838 (nota come Convenzione di riforma) si incontrò per emendare la Costituzione dello Stato per limitare il suffragio ai bianchi, i neri formarono un proprio comitato per rispondere. J. C. Bowers faceva parte di questo comitato, insieme a Robert Purvis, James Cornish, Robert B. Forten, J. J. G. Bias, James Needham e John P. Burr. Prepararono e pubblicarono l'“Appello di quarantamila cittadini minacciati di essere privati del diritto di voto al popolo della Pennsylvania”, nella speranza di convincere i cittadini bianchi a non approvare la Costituzione emendata. Bowers si adoperò per raccogliere fondi per la pubblicazione. Nonostante i loro sforzi, i cittadini della Pennsylvania ratificarono la nuova costituzione statale il 9 ottobre 1838, esautorando gli afroamericani liberi della Pennsylvania. Il diritto di voto fu riconquistato solo con l'approvazione del XV emendamento nel 1869. Durante questo periodo, Bowers continuò a fare pressione per il suffragio degli afroamericani.
Si oppose apertamente all'American Colonization Society, che promuoveva l'idea che i neri liberi dovessero lasciare gli Stati Uniti ed emigrare in Liberia. Nel 1855 fu delegato alla Colored National Convention e nel 1865 fu eletto presidente della Colored People's Union League di Filadelfia. Nel 1865 si iscrisse anche alla Pennsylvania State Equal Rights League. Incoraggiò l'arruolamento di soldati neri nell'Esercito dell'Unione; in un articolo del 12 settembre 1863 del Weekly Anglo-African si legge che fu uno di coloro che “presentarono i colori del reggimento alla Sixth United States Colored Troop” e che in seguito parlò loro, lodando il coraggio delle truppe nere nello sforzo bellico.
Bowers si occupò di istituzioni di mutuo soccorso e contribuì a compilare e pubblicare un elenco di società di assistenza per gli afroamericani nel 1831. Bowers fu membro fondatore della Unity Lodge No. 711, la prima Loggia del Grand United Order of Odd Fellows creata in Pennsylvania per gli afroamericani, il 5 giugno 1845. Gli Odd Fellows fornivano un aiuto reciproco, simile a un'assicurazione, con benefici pratici per eventi quali malattia, morte, invalidità e vedovanza. Fu impegnato in questa "società di amicizia" per afroamericani per tutto il resto della sua vita. Servì più volte come Direttore, per tre mandati come Vice Gran Maestro (1855, 1857, 1858) e per un mandato come Gran Maestro (1870).
In un necrologio di Bowers, The Philadelphia Inquirer scrisse: "era un cittadino attivo e intraprendente, caldamente interessato a tutti i piani per il progresso del suo popolo, importante nella sua ostilità alla schiavitù". La sua morte fu riportata anche dal Pacific Appeal di San Francisco, un giornale afroamericano che parlò di lui come di “uno dei migliori uomini di colore rappresentativi che Filadelfia potesse vantare”.

## Vita privata
Nel 1835 John C. Bowers sposò Mary C. Collins, figlia di Cato Collins. Insegnava nella Scuola domenicale nella chiesa. Morì un anno dopo il matrimonio.
Bowers morì nel 1873 e fu sepolto nel Cimitero di Lebanon a Filadelfia. Nel 1903 le sue spoglie e quelle di altri furono trasferite nel Cimitero di Eden a Collingdale, Contea di Delaware, Pennsylvania, il più antico cimitero pubblico afroamericano degli Stati Uniti. Le sepolture dal Cimitero del Libano e da altri cimiteri furono spostate a causa di progetti di costruzione nella città di Filadelfia.